# پنگان
پِنگان یا ساعت آبی به یک کاسه برای واحد سنجش زمان گفته می‌شده است. پنگان یا همان فنجان کاسه‌ای مُدَرَج و نشانه‌گذاری شده است که در کف آن یک روزنه تعبیه شده است و این فنجان بر روی یک دیگ پرآب قرار می‌گیرد.
در بیشتر مناطق ایران از جمله خراسان تقسیم عادلانه آب در میان کشاورزان اهمیت فراوانی دارد. از این رو برای اینکه بتوانند سهم آب هر کشاورز را به دقت تعیین کنند از واحد زمانی به نام «فنجان» استفاده می‌کنند. این واحد را با ابزاری به همین نام می‌سنجند که در هر مکان شکلی و نامی دارد.
نام پنگان کلمهٔ اصیل ایرانی است که در علوم دوره اسلامی به دلیل نبود حروف پ و گ مبدل به فنجان گردیده و گاهی به‌طور عام به همه انواع ساعت‌های آبی گفته می‌شد. در طبقه‌بندی علوم اسلامی ساخت و کاربرد پنگان و دیگر انواع ساعت‌های آبی جزو علم ” البنکامات ” که از فروع علم هندسه به‌شمار می‌آمده می‌باشد. علم البِنکامات را چنین تعریف کرده‌اند: علمی که با شناختن و به کار بردن ابزار آن، زمان اندازه‌گیری می‌شود و هدف از آن آگاهی از اوقات نماز و نیایشهای شبانه و نظر و تأمل در امور مملکت و رعیت که با وقت و زمان ارتباط پیدا می‌کرده بوده است. کسانی که به پنگان و علم البنکامات می‌پرداخته‌اند، «فنجامییّن» لقب داشته‌اند.

## پنگان از نگاه مورخان
بر اساس بررسی‌های اولیه ساعتی آبی در ایران دست کم ثبت مکتوب و کاربرد ۲۴۰۰ ساله دارد.
کالیستنس مورخ یونانی که در لشکرکشی اسکندر مقدونی به ایران همراه او بود و رویدادهای روز و مشاهداتش را به‌طور منظم یادداشت می‌کرد، در یادداشتی که متعلق به سپتامبر ۳۲۸ پیش از میلاد است نوشته است: در اینجا (ایران)، در دهکده‌ها که آب را بر حسب نوبت به کشاورزان برای زراعت می‌دهند، یک فرد از میان آنان (کشاورزان) انتخاب می‌شود تا بر زمان نوبت (تقسیم زمانی سهم) نظارت داشته باشد. این فرد در کنار مجرای اصلی آب و محل انشعاب آن میان کشاورزان، بر سکویی می‌نشیند و ظرفی فلزی را که سوراخ بسیار ریزی در کف آن تعبیه شده است را در ظرفی بزرگ‌تر و پر از آب قرار می‌دهد تا پس از پر شدن ظرف کوچک (یک بار یا چند بار) که به آهستگی و طبق محاسبه قبلی ابعاد سوراخ آن صورت می‌گیرد، آب را قطع و آن را به جوی کشاورز دیگر باز می‌کند و این کار دائمی است و این وسیله (ساعت آبی) عدالت را برقرار کرده و از نزاع کشاورزان بر سر آب جلوگیری می‌شود و…. با توجه به این گزارش کالیستنس، می‌توان گفت که ساعت آبی قبل از دورهٔ اسکندر مقدونی در ایران گسترده بوده و اختراع آن باید سده‌های قبل درایران روی داده باشد. ساعت آبی انواع مختلفی داشته اما ساده‌ترین و دقیق‌ترین آن ساعت آبی ایرانی، پنگان یا فنجان یا پنگال بوده است که بر اساس دو ظرف و دستکم یک محاسبه گر انسانی قرار داشته است.

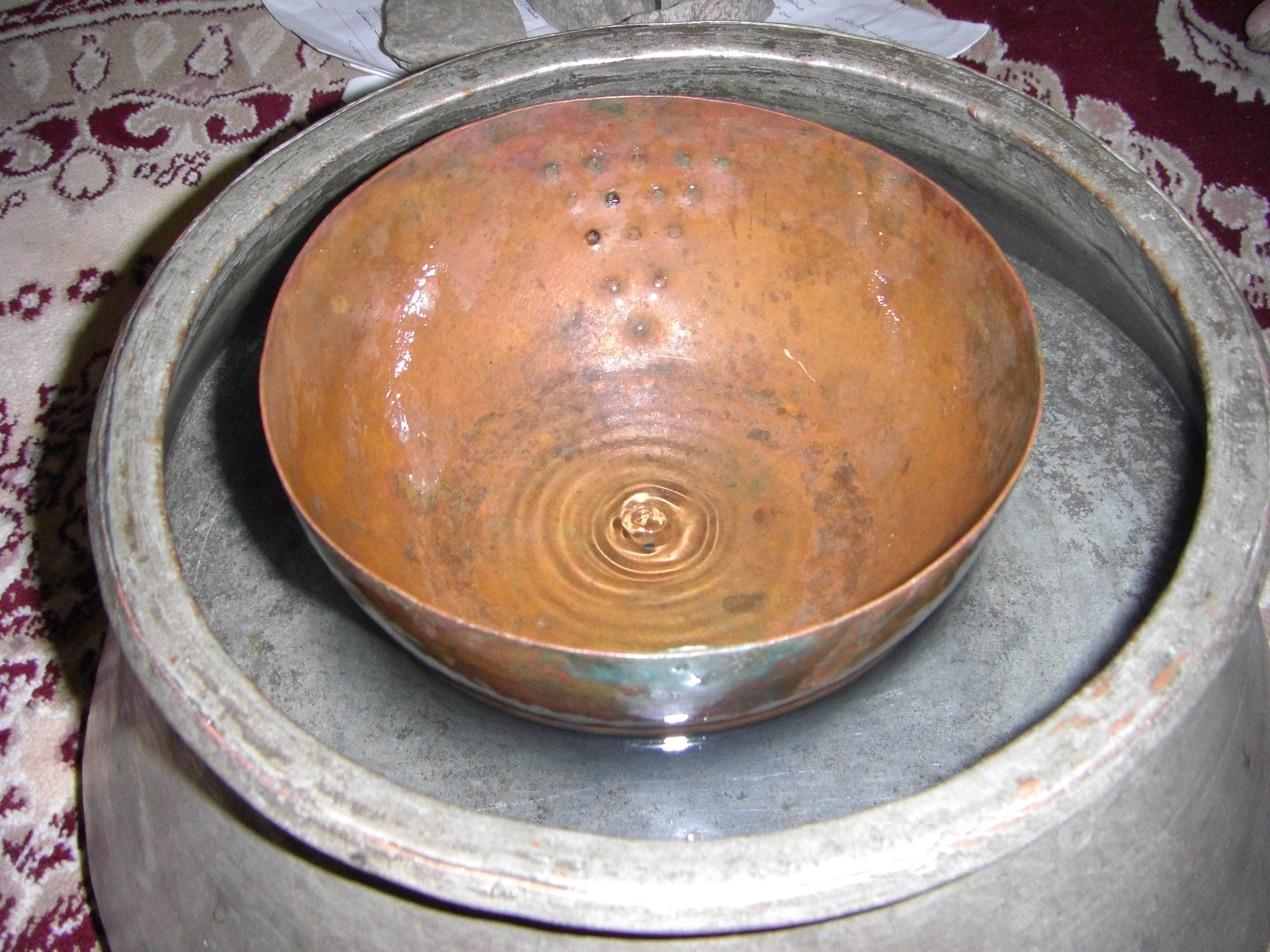
فنجان یا ساعت آبی قناتزیبد

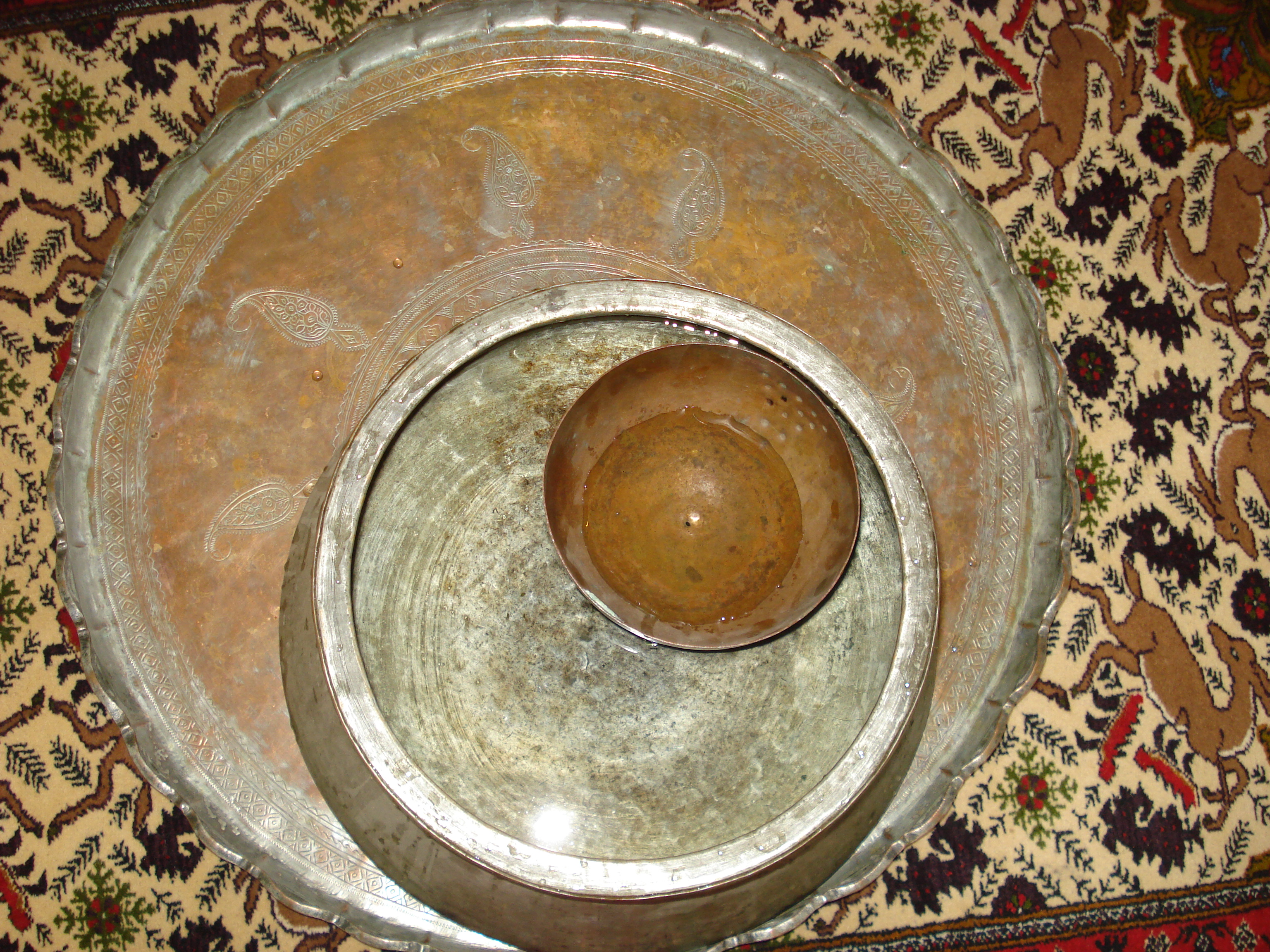
ساعت آبی کاریز زیبد گناباد

شاردن، سیاح معروف فرانسوی نیز در رابطه با پنگان می‌نویسد:”اما توزیع آب انهار و چشمه‌ها بر حسب احتیاج هفتگی یا ماهیانه است و بدین‌گونه می‌باشد: یک فنجان گرد مسین بسیار نازکی که در مرکز قاعده آن سوراخی احداث شده و از آنجا به تدریج آب داخل می‌شود، بر روی چشمه آبی که به مزرعه هدایت می‌شود قرار می‌دهند و هنگامی که فنجان فرومی‌رود پیمانه پر شده یعنی به میزان لازم رسیده است و از نو همین حرکت را تجدید می‌کنند تا آب مقرر شده به مزرعه رَود. از این اختراع برای سنجیدن زمان نیز در مشرق زمین استفاده می‌کنند. چنان‌که در اکثر نواحی هندوستان به ویژه در قلعه‌ها و در منازل بزرگان که مستحفظین در آن کشیک می‌دهند، این یگانه ساعت دیواری موجود در دست مردم است.

## مزیت‌ها و کاربردهای پنگان یا ساعت آبی
مزیت ساعت آبی بر ساعتهای آفتابی و شنی این بوده است که خطای محاسباتی نداشته و دقیق بوده است و در طول شب و روز مورد استفاده بوده است؛ مثلاً میرآب دقیقاً می‌دانسته که از زمان غروب تا زمان طلوع خورشید چند فنجان بوده است و براساس محاسبات فنجان، دقیقاً روزی را که تعداد فنجان‌ها با تعداد فنجان‌های شب برابری می‌کرد(۹۶ فنجان) را روز اول سال نو (نوروز) می‌نامیدند. طولانی‌ترین روز چله تابستان (اول تیرماه) و طولانی‌ترین شب چلهٔ زمستان یلدا (حدود ۱۱۵ فنجان) را تعیین می‌کرده‌اند. محمد میرآب که حدود ۶۰ سال فنجان دار قنات زیبد گناباد بوده است تمام این محاسبات را به‌طور دقیق انجام می‌داده است.

## اجزاء تشکیل دهنده ساعت آبی
1. کاسه یا فنجان (دقیقه شمار)
2. دیگ پر از آب
3. سنگ‌های کوچک یا تشله یا دفتر محاسبه
4. محاسبه گر انسانی یا میرآب که می‌تواند ۱ نفر یا ۲ نفر برای روز یا شب باشد.
5. محل استقرار که به آن خانه فنجان / فنجو یا فنجان خانه یا پنگ خانه می‌گفتند و میرآب به‌طور دائمی بجز فصل زمستان در آن استقرار داشت.

روش کار ساعت آبی:
فنجان، پنگان یا تاس ساعت ظرفی است به شکل نیم کره (پیاله) و معمولاً از جنس مس ،برنز یا برنج که در کف آن سوراخ کوچکی به قطر ۲ میلی‌متر یا کمتر تعبیه شده و دارای درجه‌هایی در بدنه داخلی از ته به بالا بوده است. این پیمانه تقریباً ۱۸/۵ سانتیمتر قطر و ۸/۵ سانتیمتر ارتفاع دارد.

برای سنجش زمان با فنجان، دیک یا تشتی را که معمولاً ۱۰ تا ۲۰ لیتر گنجایش دارد، از آب پر کرده و فنجان را روی سطح آب می‌گذارند. آب از سوراخ فنجان بالا آمده و اندک اندک آن را پر کرده و سرانجام غرق می‌شود. مدتی که صرف پر شدن فنجان می‌شود واحد زمانی تقسیم آب می‌باشد که بسته به قطر سوراخ، اندازه و جنس فنجان متفاوت است. طریقه کار فنجان یا ساعت بدین گونه بوده که میرآب با چشم دوختن به فنجان با هر بار پرشدن و خوردن کاسه به کف دیگ، یک فنجان یا هفت دنگ و نیم یا (۷ دقیقه و نیم امروزی) محاسبه نموده و یک سنگ کوچک برای هر بار غرق‌شدن کاسه در یک کیسه یا یک ظرف سفالی می‌گذاشته است تا تعداد فنجان‌ها و زمانی که سهامدار قنات آب را به باغ یا زمین خود می‌برده را دقیقاً حساب کند مثلاً اگر ۱۰ سنگ درون کیسه باشد یعنی ۱۰ فنجان یا معادل امروزی ۷۵ دقیقه آب قنات را فرد استفاده کرده است.
فنجان یا تشت را به گونه‌ای می‌ساخته‌اند که یک شبانه روز حتماً بر زمان مربوط به آن قابل تقسیم باشد. در روستای سویز سبزوار (خراسان رضوی) یک فنجان آب برابر با ۱۸ دقیقه است، در نتیجه یک شبانه روز که دارای ۲۴ ساعت می‌باشد شامل ۸۰ فنجان آب است.
(۲۴ساعت)* (۶۰ دقیقه) / ۱۸ (یک فنجان آب) = ۸۰
در شهر طبس هر ۱۵ فنجان در حدود یک ساعت تخمین زده می‌شود در نتیجه یک شبانه روز که ۲۴ ساعت می‌باشد شامل ۳۶۰ = ۲۴*۱۵ فنجان بود.
از آنجایی که واحد فنجان بسیار کوچک است واحد سهم رایج شد. به هر ۴۰ فنجان یک سهم گفته می‌شود (۱۲ ساعت) در نتیجه هر شبانه روز شامل دو سهم آب می‌شود. البته واحدهایی مانند چارک (معادل ۱۰ فنجان یا ۳ ساعت) و نیم سهم (معادل ۲۰ فنجان یا ۶ ساعت) و سه چارک (معادل ۳۰ فنجان یا ۹ ساعت) نیز رایج است.
معمولاً محل استقرار دایمی فنجان و مدیر آن (میرآب) خانه فنجان (پنگان خانه) بوده است اما در فصل تابستان گاهی ممکن است فنجان (پنگ) را به محل اصلی تقسیم آب ببرند.

## زمان‌گذاری فنجان
زمان پرشدن فنجان در مناطق مختلف، متفاوت است. و زمان پر شدن کاسه فنجان استاندارد واحدی نداشته است یعنی ممکن است فاصله طلوع آفتاب تا غروب آفتاب در یک روستا ۵۰ فنجان باشد و در روستای مجاور ۵۵ فنجان، اما این ناهماهنگی مشکلی در تعیین زمان ایجاد نمی‌کرده است. این پراکندگی از مدل اقلیمی یا جغرافیای خاصی پیروی نمی‌کند؛ یعنی نمی‌توان به این نتیجه رسید که هر چه اقلیم خشکتر باشد زمان فنجان کمتر شده و آب دقیقتر تقسیم می‌شود یا برعکس.
این ناهماهنگی به علت تأثیر عوامل گوناگون در تعیین زمان فنجان است. یکی از این عوامل می‌تواند تعداد سهامداران باشد که با مدت زمان فنجان رابطه معکوس دارد. عامل دیگر بافت خاک زراعی منطقه است که ملاحظه سبکی یا سنگینی آن در تعیین مدت زمان فنجان دخیل است. عامل دیگر میزان آبدهی قنات منطقه است. هر چه آبدهی قنات بیشتر باشد مدت زمان فنجان کمتر می‌شود زیرا چنین قناتی در یک واحد کوچک زمانی هم می‌تواند آب مورد نیاز کشاورز را تأمین کند.
البته باید توجه داشت که زمان فنجان درشهرهای مختلف مانند طبس از گذشته‌های دور و توسط نسلهای پیشین تعیین شده، لذا در عرف و سنّت کشاورزان نقش ثابتی دارد؛ بنابراین واحد فنجان معیاری قابل اعتماد برای تعیین سهام آب کشاورزان می‌باشد.

## تقسیم‌بندی‌های پنگان در مناطق مختلف
در نائین، هر چهار فنجان، واحد بزرگتری به نام «قُله» تشکیل می‌داده و شبانه روز به ۲۴۰ فنجان تقسیم می‌شده است در جنوب خراسان، هر شش فنجان واحد بزرگتری به نام «گَرده» تشکیل می‌داده و هر شبانه روز ۳۲۴ فنجان بوده است. این مقدار در فردوس ۴۵۰ فنجان و در گناباد ۱۷۱ فنجان بوده است. اما مهم‌ترین واحد بزرگتر از فنجان، «طاق» نام داشته و تعداد طاقها در نواحی مختلف ایران، بسته به زمان پر شدن پنگان، متفاوت بوده است. برای نمونه دراردستان و نیریز هر ۷۲ پنگان یک طاق و در قم هر ۱۳۵ فنجان یک طاق را تشکیل می‌داده است.

## ساعت مکانیکی یا ساعت آبی
استفاده از ساعت مکانیکی شغل میرآب‌ها را در بسیاری از روستاها منسوخ کرده است. با استفاده از ساعت، کشاورز از فنجان و تاس بی‌نیاز شده و خود می‌تواند حساب زمان را نگهدارد. البته این جایگزینی به آسانی صورت نگرفت و کشمکش‌های زیادی در پی داشت. گروهی از کشاورزان به پیروی از سنّت، فنجان را بیشتر می‌پسندیدند؛ ولی مخالفان سر سخت ساعت، میرآب‌ها (کیالها) بودند که در دفاع از پیشهٔ خود از هیچ تلاشی فروگذار نکردند. با توجه به اینکه تقسیم و توزیع عادلانه آب در مناطق خشک اهمیت زیادی دارد، پیشه مؤلفی و کیّالی هم بسیار مهم و ارجمند است. کشاورزان مؤلفها و کیّالها را امین و درستکار می‌دانند و برای آن‌ها منزلت اجتماعی بالایی قایلند.
در سال‌های اخیر این تقسیم‌بندی توسط ساعت انجام می‌گیرد ولی هنوز هم واحد شمارش در سهم قنات، فنجان است؛ مثلاً می‌گویند فلانی ۱۰ فنجان از آب قنات سهم دارد.

## اصطلاحات
فنجان (پنگ) : ظرف کوچک و شبیه پیاله از جنس برنج، مس یا برنز با داشتن سوراخی ته آن.
فنجان خانه (پنگ خانه) :اتاقک کوچکی که سه طرف آن باز بود در میان باغات و در نزدیکی منبع آب قرار داشته که شخص در آن مشغول تقسیم آب می‌شد. در وسط پنگ خانه جدا از خود پنگ، حوضی قرار داشته است که محل آب شرب کشاورزان بوده است. موقع آبیاری در شب، فانوسی در کنار صاحب پنگ بوده است که جهت روشنایی و همچنین سرکشی به محوطه آبیاری نیز استفاده می‌شده است. ۲ عدد از این پنگ خانه‌ها در نجف آباد اصفهان باقی‌مانده‌اند که اولی در بیشه نجف آباد(فیروزآباد) و دومی در ادامه خیابان جوی خارون(انتهای بلوار ولیعصر، باغ نو) واقع شده‌اند.
مؤلف یا میر آب: کسی که مسئولیت ثبت سهام و حسابداری را بر عهده دارد.
کیال: مسئول تقسیم آب با فنجان کیّال، میرآب یا آبیار نام دارد. کیال زیر نظر مؤلف کار می‌کند. این نام در نقاط مختلف فرق می‌کرده است، از جمله در گناباد وی را «مؤلف ”، در فردوس «کیّال ”، در اردستان و تفت» سرطاق» و در توابع سمنان “سربلوک “ می‌نامیده‌اند.
کرت: زمین مربع شکل مخصوص کشاورزی که با استفاده از خاک به ارتفاع حدود ۱۰ سانتی‌متر دور آن را می‌پوشاندند و در آن کشاورزی می‌کردند.
جوی: نام دیگر آن جوق است که جهت انتقال آب از پنگ خانه‌ها به سمت زمین‌های کشاورزی استفاده می‌شده است.
لت: عبارت است از یک تقسیم‌کننده سنگی که آب قنوات و رودخانه‌ها قبل از رسیدن به پنگ خانه‌ها توسط آن به چندین قسمت تقسیم می‌شده است.
اصطلاح نوبت ما کی خواهد بود؟جواب مثلاً ۱۰ فنجان دیگر یا ۵ فنجان بعد از غروب یا ۱۵ فنجان بعد از روز ورآمد (طلوع خورشید). در آن زمان دقیقه، ثانیه وساعت بکار نمی‌بردند به جای همه اینها فقط واحد فنجان بکار می‌بردند؛ مثلاً امروز از “روز ورآمد”(طلوع) تا “روز در کوه”(غروب) ۷۰ فنجان بود. (یعنی ۵۲۵ دقیقه).

## مزیت‌ها و کاربردهای ساعت آبی
مزیت ساعت آبی بر ساعت‌های آفتابی و شنی این بوده است که خطای محاسباتی نداشته و دقیق بوده است و در طول شب و روز مورد استفاده بوده است؛ مثلاً میرآب دقیقاً می‌دانسته است که از زمان غروب تا زمان طلوع خورشید چند فنجان بوده است و بر اساس محاسبات فنجان دقیقاً، روزی را که تعداد فنجانها با تعداد فنجانهای شب برابری می‌کرد(۹۶ فنجان) را روز اول سال نو نوروز می‌نامیدند. طولانی‌ترین روز چله تابستان (اول تیرماه) و طولانی‌ترین شب چله زمستان یلدا (حدود ۱۱۵ فنجان) را تعیین می‌کرده‌اند. محمد میرآب که حدود ۶۰ سال فنجان دار زیبد بوده است تمام این محاسبات را به‌طور دقیق انجام می‌داده است. تصویر:ساعت آبی قنات زیبد گناباد تا سال ۱۳۵۴ فعال بوده‌است. و سپس ساعت‌های نوین برای تقسیم سهام و حق آبه هر سهامدار و باغدار بکار گرفته شده‌است.با ساعت‌های جدید معلوم شدکه هر فنجان قدیم معادل ۷ دقیقه و نیم به ساعت‌های فعلی بوده‌است.اما هنوز هم واحد شمارش در سهام قنات فنجان است. مثلاً می گویند فلانی ۱۰ فنجان از آب قنات سهم دارد.

## روش کار
تا سده‌های میانه (قرون وسطی) پیشرفته‌ترین وسیله برای اندازه‌گیری زمان ساعت آبی بود. ساعت آبی در ساده‌ترین شکلش از یک کاسه (فنجان) کوچکی تشکیل می‌شد که وسط زیر آن روزنه‌ای ایجاد شده بود. این فنجان بر روی سطح آب یک ظرف بزرگتر (دیگ) قرار می‌گرفت، آب از راه منفذ به آرامی به داخل کاسه وارد می‌شد و پس از چندی (فنجان‌ها استاندارد یکسانی نداشتند) فنجان زیبد ۷/۵ دقیقه بوده) آن را پر می‌کرد و در نتیجه در آب فرومی‌رفت. طول مدت پر شدن ظرف به روزنه و سنگینی کاسه بالا بستگی داشت. چنین ظرفی را تاس ساعت، پنگان یا فنجان می‌نامیدند و واحد زمان را نیز که همان مدت پر شدن ظرف بود پنگان یا فنجان می‌خواندند. تا ۴۰ سال قبل هنوز در برخی روستاهای ایران همچنان برای توزیع آب چشمه و قنات از پنگان استفاده می‌شد. طریقه کار فنجان یا ساعت بدین گونه بود که میر آب با چشم دوختن به فنجان با هر بار پر شدن و غرق شدن آن و خوردن کاسه به کف دیگ یک فنجان یا هفت دنگ و نیم یا(۷ دقیقه و نیم امروزی) محاسبه نموده و یک سنگ کوچک برای هر بار غرق شدن کاسه در یک کیسه یا یک ظرف سفالی می‌گذاشت وقتی که باغ فرد مورد نظر آبیاری می‌شد و اعلام انتقال آب به باغ فرد دیگر می‌شد برای محاسبه جمع کل (تعداد فنجان)ها و زمانی که آب برای مزرعه یا باغ رها می‌شده تعداد تشله‌ها یا سنگ‌ها یا چوب خط شمرده می‌شد و معلوم می‌شد که مثلاً فرد ۱۰ فنجان یا به عبارت امروز ۷۵ دقیقه آب برده است؛ لذا تعداد فنجانها و زمانی که سهامدار قنات آب برای باغ خود یا زمین می‌برده را دقیقاً حساب می‌کردند، مثلاً اگر ۱۰ سنگ درون کیسه باشد یعنی ۱۰ فنجان یا معادل امروزی(۷۵ دقیقه) آب قنات را فرد استفاده کرده است. اگر فردی ۱۰ فنجان سهم از قنات داشته باید (معادل امروزی هفتاد و پنج دقیقه) یعنی مدت زمانی که ۱۰ فنجان آب پر شود آب قنات را به زمین یا باغ خود رها می‌کرده است و با اعلام جار زدن یا شیپور زدن یا یک صدای قرار دادی فرد بعدی آب را به باغ یا زمین خود منتقل می‌کرده و به همین ترتیب…معمولا محل استقرار دایمی فنجان و مدیر آن (میر آب) خانه فنجان بوده است. اما در فصل تابستان گاهی ممکن است فنجان را به محل اصلی تقسیم آب ببرند.